# Gyrophaena pulchella
Gyrophaena pulchella är en skalbaggsart som beskrevs av Oswald Heer 1839. Gyrophaena pulchella ingår i släktet Gyrophaena, och familjen kortvingar. Arten är reproducerande i Sverige.